# Tori Black
Tori Black (* 26. srpna 1988 Seattle, Washington), vlastním jménem Michelle Chapman, je americká pornoherečka. Svou kariéru začala v roce 2007 a od té doby natočila přes 350 filmů. Zahrála si i v hororovém filmu Half Moon (2010), kde ztvárnila hlavní roli. Nyní se snaží psát sama vlastní scénáře. Měří 175 cm a má pět tetování a piercing v jazyku a pupíku. Má hnědé vlasy a hnědé oči. Získala několik ocenění a byla zvolena jako nejkrásnější žena v oboru. V roce 2011 vyhrála anketu časopisu COMPLEX v TOP 100 Největších pornohvězd současnosti. V říjnu 2011 se jí narodil syn. V lednu 2012 ji její snoubenec Lyndell Anderson napadl v hotelu v Las Vegas a poté byl zatčen.